# 문명 IV: 비욘드 더 소드
《문명 IV: 비욘드 더 소드》(Civilization IV: Beyond the Sword)는 파이락시스 게임즈에서 2007년 발매한 《문명 IV》의 두 번째 확장팩이다.

## 이전 게임과 달라진 점
- 문명과 지도자의 추가: 바빌로니아의 함무라비 대왕, 비잔티움 제국의 유스티니아누스 1세와 같은 10개의 새로운 문명이 추가되었다. 또 새로운 문명의 지도자 10명에 더해 켈트의 부디카, 페르시아 제국의 다리우스 1세와 같은 6명의 새로운 지도자도 추가되었다.
- 시나리오의 추가: 12개의 새로운 시나리오가 추가되었으며, 그 중의 일부는 기존의 모드의 제작자가 참여하였다.
- 불가사의의 추가: 쉐다곤 파야, 재림 예수상과 같은 5개의 새로운 세계적 불가사의와 한 개의 국가적 불가사의인 모아이 석상이 추가되었다.
- 교황청:새로운 불가사의인 교황청은 현대의 UN과 같이 여러 결의안을 통과시킬 수 있으며, 외교적 승리의 기능도 가진다.
- 첩보: 기존 유닛인 스파이의 기능이 변경되어 이제 상수원 오염과 같은 여러 가지 첩보 미션을 사용할 수 있게 됐다. 이러한 첩보 미션은 국내에서 생산되는 세금의 일부를 돌려서 생산하는 첩보 점수를 사용하여 행할 수 있다. 도시 내부에 추가된 새로운 전문가인 스파이는 도시에서 첩보 점수를 추가로 생산하며, 위인인 위대한 스파이도 추가되었다.
- 기업: 위인을 사용하여 도시에 기업을 만들 수 있다. 기업은 도시에 풍부한 자원을 사용하여 대체재나 문화, 세금을 생산한다. 또한 기업이 처음으로 세워진 도시에는 본사가 세워지는데, 본사는 종교의 성지와 비슷하게 기업의 지사가 퍼진 도시의 수만큼 추가적인 세금을 생산하게 된다.